# Amager Undervandsrugby Klub
Amager Undervandsrugby Klub er en undervandsrugby klub på Amager. klub som blev stiftet i 1980 som "Amager dykkerklub". Klubben spiller med sine fire hold for tiden om en plads i slutrunden ved Danmarksturneringen.
Der er cirka 45 medlemmer i klubben, hvoraf otte er kvinder. Alle otte kvinder er desuden landsholdsspillere, og cirka otte af de mandlinge spillere ligeså. 

## Klubbens Historie
I starten af 1980'erne begyndte medlemmerne at i Amager Dykkerklub at spille undervandsrugby. Efter dette gled fokus langsomt helt væk fra dykning, og over på undervandsrugby. Klubben skiftede senere navn til Amager Undervandsrugby Klub.